# Anna Maria Tobbe
Anna Maria Tobbe (Zaandijk, 24 september 1838 - Zaandijk, 17 augustus 1886 was de eerste vrouwelijke gediplomeerde apothekersbediende in de Zaanstreek, de tweede in Nederland.

## Levensloop
Anna Maria Tobbe werd in 1838 geboren als middelste dochter van Hendrik Tobbe (Zaandijk, 25 februari 1806 - Zaandijk, 13 maart 1865) en Jeanette Scholten  in een houten huis aan de Lagedijk 116-118 te Zaandijk. Zij behoorde net als haar twee zussen Barbera Christina en Helene Dorothea en haar broer Hendrik tot de vierde generatie van een chirurgijnen- en apothekersfamilie.
Zij had zich in 1865 tot de Provinciale Commissie van Geneeskundig Onderzoek en Toevoorzicht gewend om te worden ingeschreven als apothekersbediende, werkzaam in de apotheek van wijlen haar vader, die door een provisor (apotheker in dienst van de eigenaar) zou worden geleid. Zij had er al enkele jaren praktische ervaring opgedaan. De commissie vond dit verzoek zo uitzonderlijk (omdat ze een vrouw was) dat ze naar de minister van Binnenlandse Zaken werd verwezen.
Van minister J.R. Thorbecke kreeg ze op 25 juni 1865 een afwijzend antwoord, want in art. 17 van de instructie voor apotheken stond: 'hij'. In 1868 werd de wet gewijzigd,waardoor ook vrouwen toegelaten werden tot het examen van leerling-apotheker, hulpapotheker en apotheker. Na de wetswijziging in 1868 vroeg zij opnieuw examen aan. Dit keer werd het niet geweigerd. Zij slaagde in Den Haag op 13 juli 1868. Tragisch was wel dat ze niet als eerste, maar als tweede vrouw het door haar zo begeerde examen behaalde. Een week eerder had Aaltje Visser (1851-1871) uit Lemmer als eerste vrouw in Nederland het examen behaald. Meer vrouwen volgden daarna hun voorbeeld.
Na de dood van haar moeder in 1881 werd zij eigenaar van het familiehuis en de inverdan liggende apotheek. Op 7 mei 1880 trouwde ze op 41-jarige leeftijd met een bijna 20 jaar oudere apotheker Geurt Christoffel Theodorus van der Roemer (Amersfoort, 23 februari 1819 - Zaandijk, 31 mei 1897)
Anna Maria Tobbe overleed in 1886. Na haar dood kwam de apotheek in bezit van haar man, totdat hij in 1897 overleed. Het huis en de apotheek werden op een openbare verkoping op 12 augustus 1897 te koop aangeboden en in 1906 gesloopt.

## Bron
- Pharmaceutisch adresboek 1881, 129 en 1893, 85